# Onychodactylus zhangyapingi
Espèce
Onychodactylus zhangyapingi est une espèce d'urodèles de la famille des Hynobiidae.

## Répartition
Cette espèce est endémique du Jilin en Chine. Elle se rencontre dans le massif du Changbai.
Sa présence est incertaine en Corée du Nord.

## Étymologie
Cette espèce est nommée en l'honneur de Ya-ping Zhang.

## Publication originale
- Poyarkov, Che, Min, Kuro-o, Yan, Li, Iizuka & Vieites, 2012 : Review of the systematics, morphology and distribution of Asian Clawed Salamanders, genus Onychodactylus (Amphibia, Caudata: Hynobiidae), with the description of four new species. Zootaxa, no 3465, p. 1–106.